# Топонимия Бельгии

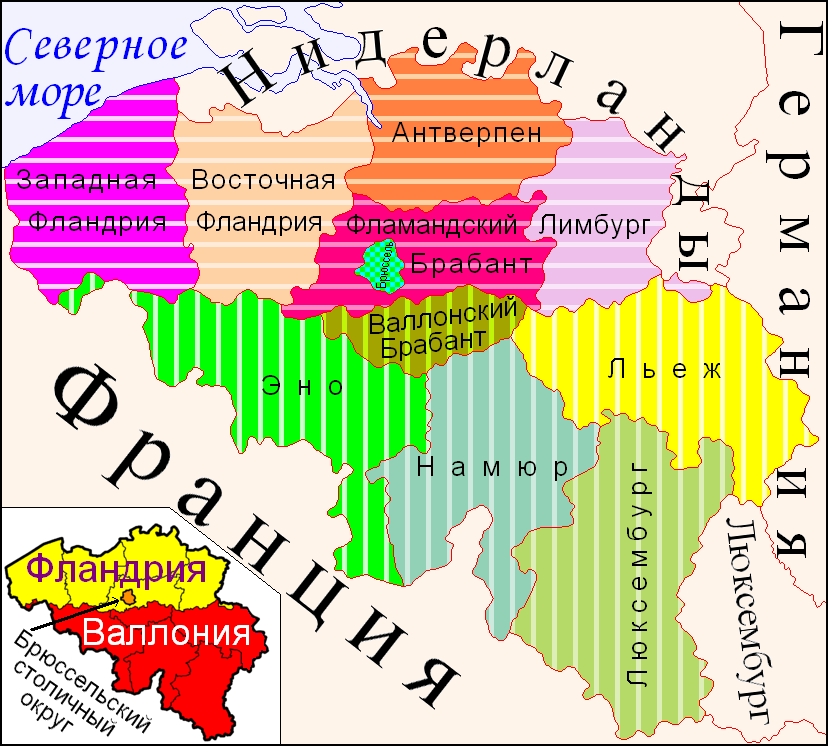
Административное деление Бельгии (на большом рисунке показаны провинции, на маленьком — регионы)

Топонимия Бельгии — совокупность географических названий, включающая наименования природных и культурных объектов на территории Бельгии. Структура и состав топонимии страны обусловлены её географическим положением, этническим составом населения и богатой историей.

## Название страны
Исторически Бельгия была частью области, известной как Нижние Земли — региона, несколько более крупного, чем современный Бенилюкс, в который также входили части Северной Франции и Западной Германии. Название страны происходит от этнонима кельтского племени — белги, которое дало название римской провинции Белгика (лат. Gallia Belgica), образованной в 16 году до н. э. С конца Средневековья до XVII века область Бельгии была процветающим и космополитическим центром торговли и культуры. В период между XVI и XIX веками Бельгия служила полем битвы между многими европейскими державами, заработав прозвище «поле битвы Европы», которое усилили две мировые войны. Страна возникла в 1830 году после Бельгийской революции, когда она отделилась от Нидерландов. Современное официальное название — Короле́вство Бе́льгия (нидерл. Koninkrijk België, фр. Royaume de Belgique, нем. Königreich Belgien). 

## Формирование и состав топонимии
Топонимия Бельгии, как и других стран Бенилюкса, в силу географического положения является пограничной между разноязычными топонимическими зонами. Для неё характерна древность большинства широкоизвестных названий. По оценке С. Н. Басика, субстратными пластами здесь являются древнегерманский и кельтский. Топонимия Бельгии по сравнению с топонимией Нидерландов представляется более сложной и разнообразной. Это объясняется прежде всего тем, что здесь проходит современная граница между германскими и романскими языками. В лингвистическом плане Бельгия делится на три языковых сообщества:
- Фламандское сообщество (Фламандский регион и Брюссельский столичный регион)
- Французское сообщество (Валлонский регион и Брюссельский столичный регион)
- Немецкоязычное сообщество (часть провинции Льеж).

Население Северной Бельгии (фламандцы) говорит на фламандском языке, близком к голландскому, население южной части страны (валлоны) — на валлонском наречии французского языка. Эта лингвистическая картина задаёт, соответственно, германоязычную и франкоязычную топонимические зоны. Граница между языками и топонимическими областями проходит примерно по линии Де-Пене (у моря) — Вёрно — Ипр — Вавелгем — к югу от Брюсселя — Лувен — Сент — Трейден — Маастрихт. Указанная граница представляет собою не линию, а довольно широкую пограничную зону. В Бельгии к северу от неё кое—где встречаются французские названия, а к югу — иногда и фламандские. В этой же пограничной зоне некоторые поселения имеют двойные названия: Льеж — Люттих‚ Тирлемон — Тинен, Тонгрес — Тонгерен, Аалот — Алст и др. Наличие двойных названий подкрепляется двуязычием населения в пограничной полосе.
В последние время замечается тенденция к расширению романской топонимии за счет германской; это относится и к Бельгии, и к Люксембургу.
По своим типам географические названия Бельгии очень близки к нидерландским на севере и французским на юге. Так, топонимы юга Бельгии — Льеж, Шарлеруа, Арлон, Намюр, Монс, Арлон, Аланзи, Суаньи и т. д. являются примерами французских названий, а топонимы севера страны — фламандские (германские): Брюссель (от brok «болото» и sela «жилище»), Брюгге (brug — «мост»), Бельде, Кессель, Остенде, Эртвельде, Остерцелле, Штокгейм и др. Подобно Нидерландам, в Бельгии представлены все группы географических названий по смысловому значению.

## Топонимическая политика
Орган, в чью компетенцию входит выработка топонимической политики — Королевская комиссия по топонимии и диалектологии (фр. Commission royale de Toponymie et Dialectologie.